# Adware
L'adware, spesso definito software supportato da pubblicità dai suoi sviluppatori, è un tipo di software che genera ricavi mostrando automaticamente annunci pubblicitari online nell'interfaccia utente o su una schermata presentata durante il processo di installazione.
Il software può generare due tipi di ricavi: uno derivante dalla semplice visualizzazione dell'annuncio pubblicitario e un altro basato su un modello "pay-per-click", ovvero quando l'utente clicca sull'annuncio. Alcuni annunci pubblicitari possono comportarsi anche come spyware, raccogliendo e trasmettendo dati sull'utente, che possono essere venduti o utilizzati per pubblicità mirata o per la profilazione dell'utente. Il software può presentare annunci in diverse modalità, tra cui riquadri statici, banner, a schermo intero, video, finestre pop-up o in qualche altra forma. Tutte le forme di pubblicità comportano rischi per la salute, l'etica, la privacy e la sicurezza degli utenti.
Alcune fonti, tra cui la Microsoft Encyclopedia of Security del 2003 utilizzano il termine "adware" in modo diverso: "qualsiasi software che si installa sul sistema dell'utente senza il suo consenso e visualizza annunci pubblicitari quando l'utente naviga in Internet", classificandosi quindi come una forma di malware. Alcuni sviluppatori offrono software gratuitamente e si affidano alla pubblicità per coprire i costi di sviluppo e ottenere un ritorno economico. In alcuni casi, viene messa a disposizione anche una versione priva di annunci pubblicitari, a pagamento.

## Tipologie
Nei software legittimi, le pubblicità sono integrate nel programma o incluse nel pacchetto software. L’adware è generalmente considerato dagli sviluppatori come un metodo per recuperare i costi di sviluppo e generare profitti. In alcuni casi, lo sviluppatore può offrire il software gratuitamente o a un prezzo ridotto. I guadagni ottenuti dalla presentazione di annunci all'utente possono consentire o incentivare lo sviluppatore a continuare a sviluppare, mantenere e aggiornare il prodotto software. L'uso di software supportato dalla pubblicità in ambito aziendale è in crescita: in un sondaggio del 2007 condotto da McKinsey & Company, un terzo dei dirigenti IT e aziendali prevedeva di utilizzare software finanziato dalla pubblicità entro i due anni successivi. Il software finanziato tramite pubblicità rappresenta inoltre uno dei modelli di business per il software open source.

### Software applicativo
Alcuni software sono offerti sia in una modalità supportata dalla pubblicità, sia in modalità a pagamento, priva di annunci. Quest'ultima è solitamente disponibile dopo aver acquistato una licenza o un codice di registrazione che sblocca la modalità senza pubblicità o una versione separata del software.
Alcuni sviluppatori offrono versioni supportate dalla pubblicità del proprio software come opzione alternativa per le aziende che desiderano evitare di pagare grandi somme per le licenze software, contribuendo allo sviluppo del software attraverso costi pubblicitari più elevati a carico degli inserzionisti.
Esempi di software supportato dalla pubblicità includono Adblock Plus (con la funzione "Acceptable Ads"), la versione per Windows dell'applicazione di telefonia via Internet Skype, e la famiglia di lettori di e-book Amazon Kindle 3, che ha versioni chiamate "Kindle with Special Offers", in cui vengono mostrati annunci pubblicitari nella schermata iniziale e in modalità standby in cambio di un prezzo notevolmente ridotto.
Nel 2012, Microsoft e la sua divisione pubblicitaria, Microsoft Advertising, annunciarono che Windows 8, la versione principale del sistema operativo Microsoft Windows, avrebbe fornito funzionalità integrate per consentire agli sviluppatori di utilizzare la pubblicità come modello di business. L'idea era stata presa in considerazione già nel 2005. La maggior parte delle edizioni di Windows 10 include adware per impostazione predefinita.

### Software come servizio
Il finanziamento tramite pubblicità rappresenta un modello economico ampiamente utilizzato nei servizi software offerti via Web secondo il modello Software as a service (SaaS). Esempi degni di nota includono il servizio di posta elettronica Gmail e altri prodotti della suite Google Workspace (precedentemente noti come Google Apps e G Suite), oltre al social network Facebook. Microsoft ha adottato il modello supportato dalla pubblicità per molti dei suoi servizi SaaS di software sociale. Il servizio Microsoft Office Live era anch'esso disponibile in una modalità supportata dalla pubblicità.

## Definizioni di spyware, consenso ed etica
Secondo il parere del personale della Federal Trade Commission, sembra esserci un consenso generale sul fatto che un software debba essere considerato "spyware" solo se viene scaricato o installato su un computer senza la conoscenza e il consenso dell'utente. Rimangono tuttavia questioni irrisolte riguardo al modo, al contenuto e al momento in cui i consumatori devono essere informati dell'installazione di software installati sui loro dispositivi. Ad esempio, i distributori spesso dichiarano nei contratti di licenza con l'utente finale la presenza di software aggiuntivo incluso con il programma principale, ma alcuni partecipanti non ritengono che tale dichiarazione sia sufficiente a far presumere un consenso da parte dell'utente.
Gran parte della discussione sull'argomento riguarda il concetto di consenso informato, partendo dal presupposto che questo standard sia sufficiente a eliminare qualsiasi etica legata al comportamento di un determinato software. Tuttavia, se la maggior parte dei software, dei siti web e dei dispositivi adottasse comportamenti simili e si facesse affidamento esclusivamente sul principio del consenso informato, allora l'unica alternativa a disposizione per l'utente sarebbe quella di non utilizzare un computer. Il contratto diventerebbe un ultimatum: accettare o essere emarginati dal mondo moderno. Si tratta di una forma di coercizione psicologica e solleva un problema etico nell'adozione del consenso implicito o presunto come criterio. Esistono notevoli somiglianze tra questa situazione e le clausole di arbitrato vincolanti, ormai inevitabili nei contratti degli Stati Uniti.
Inoltre, è stato dimostrato che alcune forme e strategie pubblicitarie possono causare danni psicologici, in particolare nei bambini. Un esempio è rappresentato dai disturbi alimentari nell'infanzia: diversi studi hanno rilevato un’associazione positiva tra l’esposizione a riviste di bellezza e di moda e un aumento delle preoccupazioni legate al peso o dei sintomi riconducibili a disturbi alimentari nelle ragazze.

## Malware
Il termine adware è spesso utilizzato per descrivere una forma di malware (software malevolo) che presenta annunci pubblicitari indesiderati all'utente di un computer. Le pubblicità generate dall'adware a volte si presentano sotto forma di pop-up, a volte in una "finestra non chiudibile" e a volte vengono inserite nelle pagine web.
Quando il termine viene utilizzato in questo senso, la gravità delle sue implicazioni varia. Mentre alcune fonti considerano l'adware semplicemente un "fastidio", altri lo classificano come una "minaccia online"  o addirittura come i virus informatici e i trojan. Anche la definizione precisa del termine in questo contesto varia. L'adware che osserva le attività dell'utente del computer senza il suo consenso e le comunica all'autore del software è chiamato spyware. L'adware può raccogliere le informazioni personali dell'utente, sollevando preoccupazioni per la privacy. La maggior parte degli adware opera legalmente e alcuni produttori di adware hanno fatto causa alle aziende produttrici di antivirus per aver bloccato i loro software.
Sono stati sviluppati programmi specifici per rilevare, isolare e rimuovere malware che visualizzano annunci pubblicitari, tra cui Ad-Aware, Malwarebytes' Anti-Malware, Spyware Doctor e Spybot – Search & Destroy. Inoltre, quasi tutti i software antivirus commerciali attualmente rilevano adware e spyware o integrano una funzione dedicata alla rilevazione.
Una recente evoluzione dell'adware riguarda le varianti che disattivano i sistemi di protezione anti-malware e antivirus; sono tuttavia disponibili contromisure tecniche.
L'adware è stato rilevato anche in alcuni dispositivi Android a basso costo, in particolare quelli realizzati da piccole aziende cinesi che utilizzano sistemi su chip Allwinner. In alcuni casi, il codice adware risulta incorporato in profondità nei file presenti sul sistema e nelle partizioni di avvio, rendendo necessarie modifiche estese (e complesse) al firmware per poterlo rimuovere.
Negli ultimi anni, sono stati implementati sistemi basati sull'apprendimento automatico per rilevare adware dannosi sui dispositivi Android, studiando i comportamenti del traffico di rete.

### Annotazioni
1. ↑  Ad esempio, nel 2007 Microsoft trasformò la propria suite per la produttività Microsoft Works in una versione supportata dalla pubblicità.[5] Successivamente, Works fu sostituito dalla suite software Microsoft Office 2010, che includeva una modalità "starter" contenente annunci pubblicitari.[6] A partire dal 2012, questo prodotto è stato progressivamente eliminato e sostituito da Office Online (precedentemente chiamato Office Web Apps).[7]
2. ↑  Fondata nel 2008 a seguito dell'acquisizione da parte di Microsoft della società di marketing digitale aQuantive.[12]
3. ↑  Un seminario organizzato dalla Federal Trade Commission nel 2005 ha coinvolto rappresentanti dell'industria informatica, della pubblicità elettronica e dei prodotti anti-spyware, nonché rappresentanti di associazioni di categoria, agenzie governative, gruppi per la tutela dei consumatori e della privacy, con l'obiettivo di definire l'adware e la sua relazione con lo spyware; tuttavia, non è stato raggiunto un consenso chiaro.[33]

### Fonti
1. ↑  (EN) Spyware Workshop: Monitoring Software On Your Personal Computer: Spyware, Adware, and Other Software: Report of the Federal Trade Commission Staff, su Federal Trade Commission, 1º marzo 2005. URL consultato il 15 giugno 2025.
2. ↑   Mitch Tulloch, Microsoft Encyclopedia of Security, Microsoft Press, 2003,  p. 16, ISBN 978-0-7356-1877-0.
3. 1 2   David Braue, Feature: Ad-supported software, in ZDNet, 4 settembre 2008. URL consultato il 4 dicembre 2012.
4. ↑   Mary Hayes Weier, Businesses Warm To No-Cost, Ad-Supported Software, in Information Week, 5 maggio 2007. URL consultato il 4 dicembre 2012 (archiviato dall'url originale l'8 agosto 2016).
5. ↑   Mary Jo Foley, Microsoft Works to become a free, ad-funded product, in Zdnet, 30 luglio 2007. URL consultato il 4 dicembre 2012 (archiviato dall'url originale il 20 luglio 2010).
6. ↑   Mary Jo Foley, Microsoft adds an 'Office Starter' edition to its distribution plans, in ZDNet, 9 ottobre 2009. URL consultato il 4 dicembre 2012 (archiviato dall'url originale il 15 maggio 2010).
7. ↑   Mary Jo Foley, Microsoft begins phasing out Starter edition of its Office suite, in ZDNet, 21 giugno 2012. URL consultato il 4 dicembre 2012 (archiviato dall'url originale il 23 giugno 2012).
8. ↑   Ari Levy, Ad-supported software reaches specialized audience, in SF Gate, 23 aprile 2012. URL consultato il 4 dicembre 2012.
9. ↑   Allowing acceptable ads in Adblock Plus, su adblockplus.org. URL consultato il 18 marzo 2018.
10. ↑   Liam Tung, Skype now free ad-supported software, su itnews.com.au, iT News for Australian Business, 11 marzo 2011. URL consultato il 4 dicembre 2012.
11. ↑   Kindle, Wi-Fi, Graphite, 6" Display with New E Ink Pearl Technology — includes Special Offers & Sponsored Screensavers, su amazon.com. URL consultato il 4 agosto 2011.
12. ↑   Microsoft Advertising Historical Timeline, su microsoft.com, Microsoft Advertising, settembre 2008. URL consultato il 20 novembre 2012.
13. ↑   Windows 8 Ads in Apps, su advertising.microsoft.com, Microsoft Advertising. URL consultato il 20 novembre 2012 (archiviato dall'url originale il 21 novembre 2012).
14. ↑   Stephen Kim, Microsoft Advertising Unveils New Windows 8 Ads in Apps Concepts with Agency Partners at Advertising Week 2012, su community.advertising.microsoft.com, Microsoft, 1º ottobre 2012. URL consultato il 20 novembre 2012 (archiviato dall'url originale il 27 settembre 2013).
15. ↑   Ina Fried, Microsoft eyes making desktop apps free, in CNET, 14 novembre 2005. URL consultato il 20 novembre 2012 (archiviato dall'url originale il 24 novembre 2005).
16. ↑   Chris Hoffman, How to Disable All of Windows 10's Built-in Advertising, su howtogeek.com, 9 marzo 2017. URL consultato il 25 agosto 2020.
17. ↑   Ryan Teeter e Karl Barksdale, Google Apps For Dummies, John Wiley & Sons, 9 febbraio 2011,  pp. 3–27, ISBN 978-1-118-05240-2.
18. 1 2   Mary Hayes Weier, Businesses Warm To No-Cost, Ad-Supported Software, in Information Week, 5 maggio 2007 (archiviato dall'url originale l'8 agosto 2016).
19. ↑   by Jolie O'Dell 203, Facebook's Ad Revenue Hit $1.86B for 2010, su Mashable, Mashable.com, 17 gennaio 2011. URL consultato il 21 dicembre 2011.
20. ↑   Brian Womack, Facebook Revenue Will Reach $4.27 Billion, EMarketer Says, in Bloomberg, 20 settembre 2011. URL consultato il 21 dicembre 2011.
21. ↑   Mary Jo Foley, Meet Microsoft, the advertising company, in ZDNet, 3 maggio 2007. URL consultato il 20 novembre 2012 (archiviato dall'url originale il 10 febbraio 2013).
22. ↑   Deborah Platt Majoras, FTC Staff Report. Monitoring Software on Your PC: Spyware, Adware, and Other Software (PDF), su ftc.gov, Federal Trade Commission, marzo 2005. URL consultato il 4 aprile 2005.
23. ↑   Anne M Morris e Debra K Katzman, The impact of the media on eating disorders in children and adolescents, in Paediatrics & Child Health, vol. 8, n. 5, 5 settembre 2003,  pp. 287–289, DOI:10.1093/pch/8.5.287, PMID 20020030.
24. ↑   National Cyber Security Alliance, Malware & Botnets, su staysafeonline.org. URL consultato il 4 dicembre 2012 (archiviato dall'url originale il 13 dicembre 2012).
«The terms 'spyware' and 'adware' apply to several different [malware] technologies...»
25. ↑   Viruses and other forms of malicious software, su princeton.edu, Princeton University Office of Information Technology, 5 luglio 2012. URL consultato il 4 dicembre 2012 (archiviato dall'url originale il 24 dicembre 2012).
«malware also includes worms, spyware and adware.»
26. ↑   Vincentas, Adware in SpyWareLoop.com, in Spyware Loop, 11 luglio 2013. URL consultato il 23 marzo 2014 (archiviato dall'url originale il 23 marzo 2014).
27. ↑   Malware from A to Z, su lavasoft.com, Lavasoft. URL consultato il 4 dicembre 2012.
«[Adware] delivers advertising content potentially in a manner or context that may be unexpected and unwanted by users.»
28. ↑   National Cyber Security Alliance, Data Privacy Day Glossary, su staysafeonline.org. URL consultato il 4 dicembre 2012 (archiviato dall'url originale il 20 marzo 2013).
«Adware: type of malware that allows popup ads on a computer system, ultimately taking over a user's Internet browsing.»
29. ↑   Latest in Malware: eFast Browser Attacks with False Google Chrome, Traps Users with Adware, su Bay Computing, 30 marzo 2017. URL consultato l'11 settembre 2021.
30. ↑   Spyware, Adware and Malware — Advice for networks and network users, su support.rm.com, RM Education. URL consultato il 4 dicembre 2012.
«[Adware] tend[s] to be more of an irritant than do actual damage to your system, but [is] an unwanted presence nonetheless.»
31. ↑   McAfee, Inc. Names Most Dangerous Celebrities in Cyberspace, su mcafee.com, McAfee. URL consultato il 4 dicembre 2012 (archiviato dall'url originale il 4 giugno 2013).
«online threats, such as spyware, spam, phishing, adware, viruses and other malware...» Copy available at Bloomberg.
32. ↑   Jerry Stern, Spyware, Adware, Malware, Thief: Creating Business Income from Denial of Service and Fraud (PDF), su ASPects, Newsletter of the Association of Shareware Professionals, Association of Software Professionals (archiviato dall'url originale il 17 settembre 2012).
«Adware has become a bad word, linked to spyware and privacy violations by everyone except the publishers of the products... [it was] a good thing ten or fifteen years ago, and [is] bad now... [t]he lines for adware are even being blended into virus and trojan territory.»
33. ↑   Spyware Workshop: Monitoring Software on Your Personal Computer: Spyware, Adware and Other Software, Federal Trade Commission, marzo 2005,  p. 2, ISBN 9781428952577.
34. ↑   Aaron Schwabach, Internet and the Law: Technology, Society, and Compromises, ABC-CLIO, 2005,  p. 10, ISBN 978-1-85109-731-9.
35. ↑  Urban, Tobias, Dennis Tatang, Thorsten Holz, Norbert Pohlmann. 2019. “Analyzing leakage of personal information by malware”. Journal of Computer Security 27(4): 459-481.
36. ↑   Henry T. Casey, Latest adware disables antivirus software, su finance.yahoo.com, 25 novembre 2015. URL consultato il 25 novembre 2015.
37. ↑   Jerry Honeycutt, How to protect your computer from Spyware and Adware, su Microsoft.com, Microsoft, 20 aprile 2004 (archiviato dall'url originale il 7 febbraio 2006).
38. ↑  (EN) Latest Adware Disables Antivirus Software, su finance.yahoo.com. URL consultato il 25 novembre 2015.
39. ↑   Decompile: Technical analysis of the Trojan, su cmcm.com, Cheetah Mobile, 9 novembre 2015. URL consultato il 7 dicembre 2015 (archiviato dall'url originale il 27 dicembre 2016).
40. ↑   Mohammed Alani, AdStop: Efficient flow-based mobile adware detection using machine learning, in Computers & Security, vol. 117, 2022,  pp. 102718, DOI:10.1016/j.cose.2022.102718.